# Ricardo Margarit
Pour les articles homonymes, voir Margarit.
 (mai 2019).
Si vous disposez d'ouvrages ou d'articles de référence ou si vous connaissez des sites web de qualité traitant du thème abordé ici, merci de compléter l'article en donnant les références utiles à sa vérifiabilité et en les liant à la section « Notes et références ».
Ricardo Margarit Calvet, né le 8 décembre 1884 à Rubí (province de Barcelone, Espagne) et mort le 30 décembre 1974 à Barcelone, est un ingénieur et homme d'affaires espagnol. Il est directeur-gérant de la société Catalana de Gas y Electricidad entre 1934 et 1961. Pendant sa jeunesse, il est footballeur et rameur, participant aux épreuves d'aviron des Jeux olympiques de 1900 à Paris.

## Biographie
Ricardo Margarit naît dans une famille de la haute société qui descend en ligne directe du marin Pedro Margarit, compagnon de Christophe Colomb.
Il pratique l'aviron au Real Club de Regatas de Barcelone dont il devient par la suite dirigeant. Il participe aux épreuves d'aviron aux Jeux olympiques de 1900 à Paris aux côtés de José Fórmica-Corsi, Juan Camps, Antonio Vela et Orestes Quintana.
Ricardo Margarit pratique aussi le football. En 1900, il joue au poste d'attaquant avec l'équipe réserve du FC Barcelone. Il joue un match avec l'équipe première. Il joue ensuite dans les rangs de l'Universitari. En 1902, il est un des fondateurs du Rowing Football Club, équipe créée par les membres du Club de Regatas.
Ingénieur industriel, en 1912 il rejoint la section électrique de la société Catalana de Gas y Electricidad au poste d'ingénieur-chef du service externe. En 1919, il devient secrétaire de la gérance, en 1923 il est promu sous-directeur et finalement en 1934, il est nommé directeur-gérant à la suite du décès de José Mansana. En 1961, il est remplacé par Pere Durán Farell mais il continue à siéger au conseil d'administration jusqu'à son décès en 1974. Margarit est aussi président du conseil d'administration de la société Hidroeléctrica de Cataluña jusqu'en 1968.